# Chiajna
Chiajna é uma comuna romena localizada no distrito de Ilfov, na região de Muntênia. A comuna possui uma área de 16.00 km² e sua população era de 8162 habitantes segundo o censo de 2007.